# Nowe Dwory (gromada)
Nowe Dwory – dawna gromada, czyli najmniejsza jednostka podziału terytorialnego Polskiej Rzeczypospolitej Ludowej w latach 1954–1972.
Gromady, z gromadzkimi radami narodowymi (GRN) jako organami władzy najniższego stopnia na wsi, funkcjonowały od reformy reorganizującej administrację wiejską przeprowadzonej jesienią 1954 do momentu ich zniesienia z dniem 1 stycznia 1973, tym samym wypierając organizację gminną w latach 1954–1972.
Gromadę Nowe Dwory z siedzibą GRN w Nowych Dworach utworzono – jako jedną z 8759 gromad na obszarze Polski – w powiecie pilskim w woj. poznańskim, na mocy uchwały nr 38/54 WRN w Poznaniu z dnia 5 października 1954. W skład jednostki weszły obszary dotychczasowych gromad Folsztyn, Nowe Dwory i Zielonowo ze zniesionej gminy Wieleń Północny w tymże powiecie. Dla gromady ustalono 11 członków gromadzkiej rady narodowej.
1 stycznia 1959 powiat pilski przemianowano na powiat trzcianecki.
Gromadę zniesiono 1 stycznia 1960, a jej obszar włączono do gromad: Wieleń Północny (miejscowości Folsztyn i Nowe Dwory) i Jędrzejewo (miejscowość Zielonowo) w tymże powiecie.